# Акари (посёлок)
Акари (азерб. Həkəri) — посёлок в Зангеланском районе Азербайджана.

## Топонимика
Название происходит от одноимённой железнодорожной станции возле которой в 1950-х годах и образовался посёлок.

## География
Акари находится недалеко от места впадения реки Хакари в Араз.

## История
В ходе Первой карабахской войны посёлок перешёл под контроль армянских вооружённых сил.
20 октября 2020 года Президент Азербайджана Ильхам Алиев объявил, что в ходе Второй карабахской войны азербайджанская армия вернула контроль над посёлком.

## Население
До октября 1993 года в селе были развиты животноводство и выращивание земледельческих культур